# Pàvlivka (Djankoi)
|  | Per a altres significats, vegeu «Pàvlivka». |

Pàvlivka (en ucraïnès: Павлівка, en rus: Павловка, Pavlovka) és un poble de la República Autònoma de Crimea, a Ucraïna, que el 2014 tenia 354 habitants. Pertany al districte rural de Djankoi. Fins al 1948 la vila es deia Kerleüt.